# Série 1150 da CP

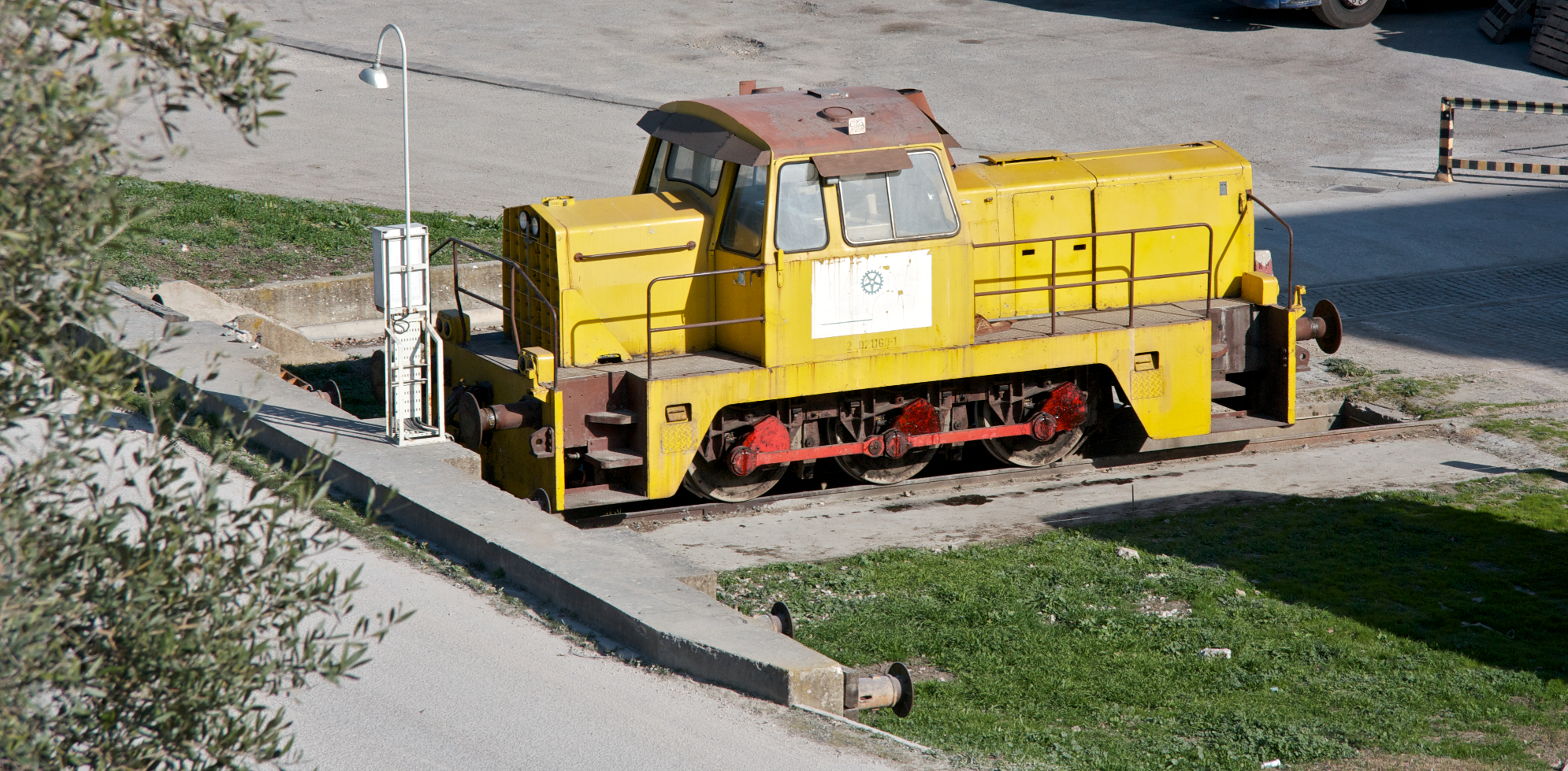
Locotractora nº 1160 no “Ramal dos Nitratos” (Unidade Fabril de Adubos de Alverca); ao PK 20 da Linha do Norte, em 2012.

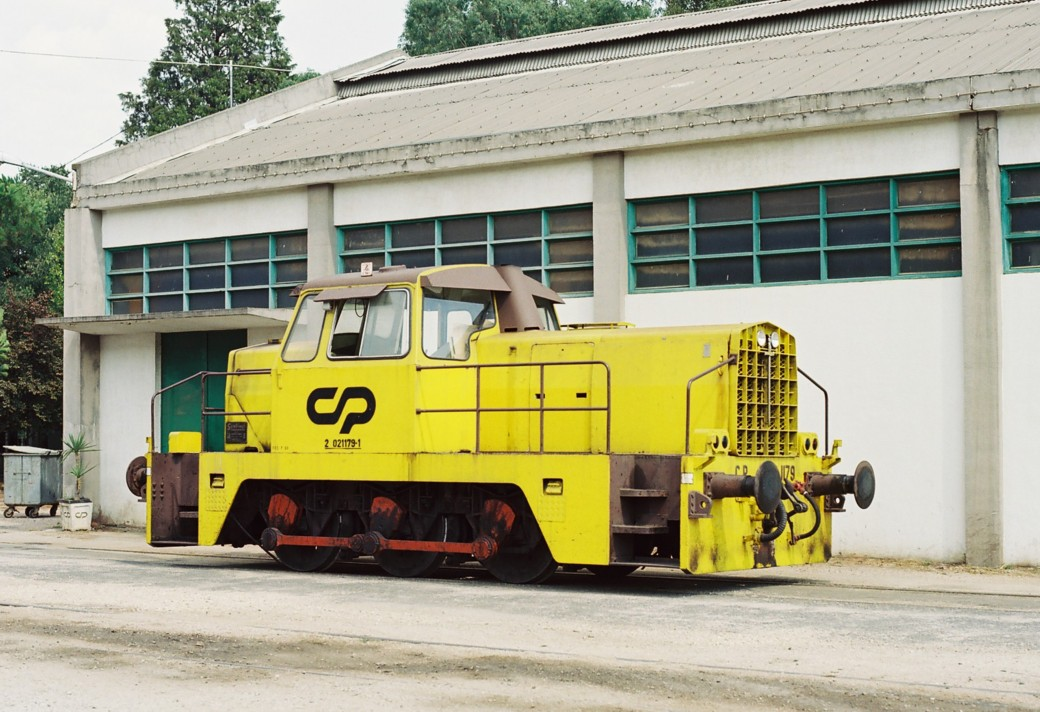
Locotractora nº 1179 na Estação Ferroviária do Entroncamento, em 2003.

A série 1150 (1151-1186), conhecida popularmente por Sentinel, foi um tipo de locotractora a diesel da Companhia dos Caminhos de Ferro Portugueses, que continua a ser utilizada pela sua sucessora, a empresa Comboios de Portugal.

## Descrição
Esta série era originalmente composta por 36 locotractoras diesel-hidráulicas. Utilizam bitola ibérica, e apresentam uma potência de 250 Cv ou 184 kW, e uma velocidade máxima de 58 km/h. Os rodados possuem uma disposição em C, segundo a Classificação UIC.
Realizam principalmente serviços de manobras, por quase toda a rede portuguesa, mas também já rebocaram comboios de passageiros, no percurso entre o Seixal e Barreiro-A, no Ramal do Seixal.

## História

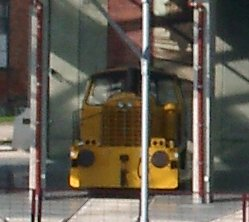
Locotractora da Série 1150, preservada no Museu Nacional Ferroviário, no Entroncamento.

Esta série entrou ao serviço entre 1966 e 1967, tendo sido construída pela empresa Sociedades Reunidas de Fabricações Metálicas, com licença da casa britânica  Sentinel. Em 2012, só se encontravam sete unidades operacionais.

## Ficha técnica
- Informações diversas
  - Bitola: Ibérica[3]
  - Combustível: Gasóleo[1][2][3]
  - Ano de entrada ao serviço: 1966 / 1967[1][2]
  - Tipo de transmissão: Hidráulica[1][2][3]
  - Número de unidades construídas: 36[2]
- Características gerais
  - Potência nominal (rodas):  250 Cv / 184 kW[2]
  - Disposição dos rodados: C[2]
- Características de funcionamento
  - Velocidade máxima: 58 Km/h[2][1]